# Barmer Theologische Erklärung

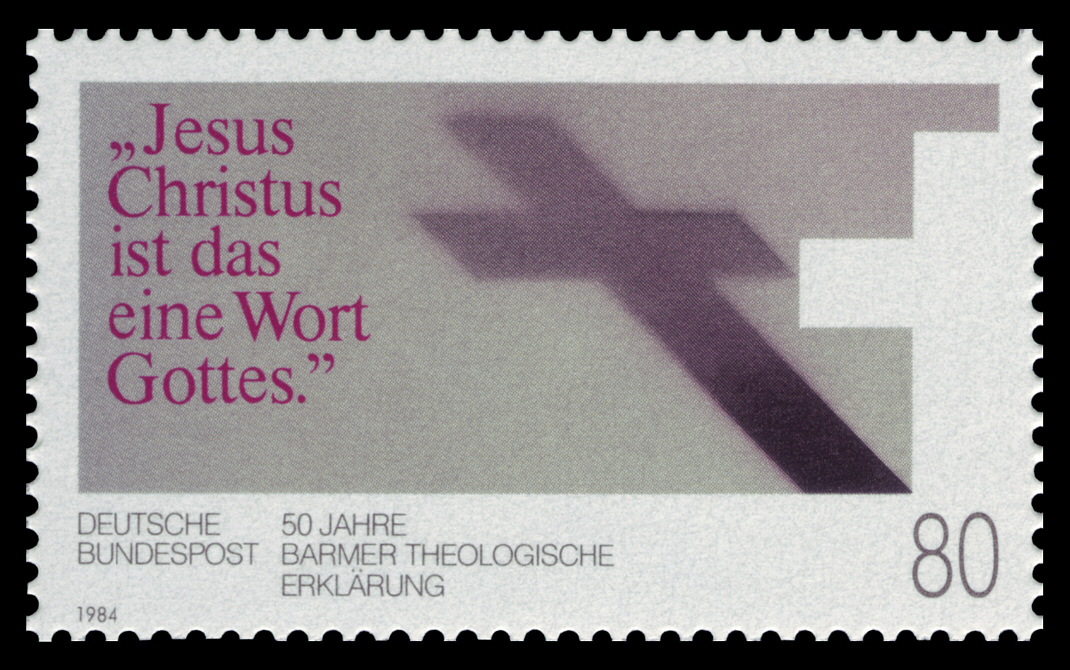
50 Jahre Barmer Theologische Erklärung: Sonderbriefmarke der Deutschen Bundespost von 1984

Die Barmer Theologische Erklärung (abgekürzt BTE; auch Barmer Bekenntnis, Barmer Erklärung, Barmer Thesen oder kurz Barmen nach dem Wuppertaler Stadtteil, wo sie beschlossen wurde; originaler Langtitel: „Theologische Erklärung zur gegenwärtigen Lage der Deutschen Evangelischen Kirche (DEK)“) war das theologische Fundament der Bekennenden Kirche (BK) in der Zeit des Nationalsozialismus. Ihr Hauptautor war der reformierte Theologe Karl Barth, Mitautoren waren die lutherischen Theologen Thomas Breit und Hans Asmussen. Die Barmer Bekenntnissynode nahm den mehrfach überarbeiteten Text am 31. Mai 1934 als verbindliches Bekenntnis aller lutherischen, reformierten und unierten Mitgliedskirchen der DEK an. Entscheidender Kernsatz ist die Aussage:
Jesus Christus allein sei das eine Wort Gottes, darum hätten Christen ihm allein und keinen anderen Mächten ihrer Gegenwart zu vertrauen und zu gehorchen.
Diese exklusive Entgegensetzung führte im Kirchenkampf zur Trennung der BK von einigen evangelischen Landeskirchen, die von der dem Nationalsozialismus nahestehenden Kirchenpartei Deutsche Christen (DC) allein oder mit diesen regiert wurden. Sie begründete für einige BK-Mitglieder ansatzweise einen evangelischen Widerstand gegen den Nationalsozialismus und für einen demokratischen Rechtsstaat.
Obwohl die BTE von Anfang an verschieden ausgelegt wurde und in der NS-Zeit nur begrenzte politische und kirchenrechtliche Wirkungen hatte, wirkte sie nach Kriegsende weit über Deutschland hinaus. Die Evangelische Kirche in Deutschland (EKD) nahm sie als wegweisendes und bleibend gültiges Lehr- und Glaubenszeugnis in ihre Grundordnung und in das Evangelische Gesangbuch auf. Für einige Mitgliedskirchen der EKD, darunter Reformierter Bund und Evangelische Kirche der Union, ist die BTE eine offizielle Bekenntnisschrift, auf die sich ihre Pfarrer bei deren Ordination verpflichten; ebenso in einigen evangelischen Kirchen Österreichs.
In zentralen Streitfragen, etwa um das Verhältnis der evangelischen Christen zur Demokratie, zum Judentum, zum Staat Israel, zu Massenvernichtungsmitteln, zum Wettrüsten, zur Verelendung in der Dritten Welt und anderen wirkte die BTE weiter.

## Entstehung

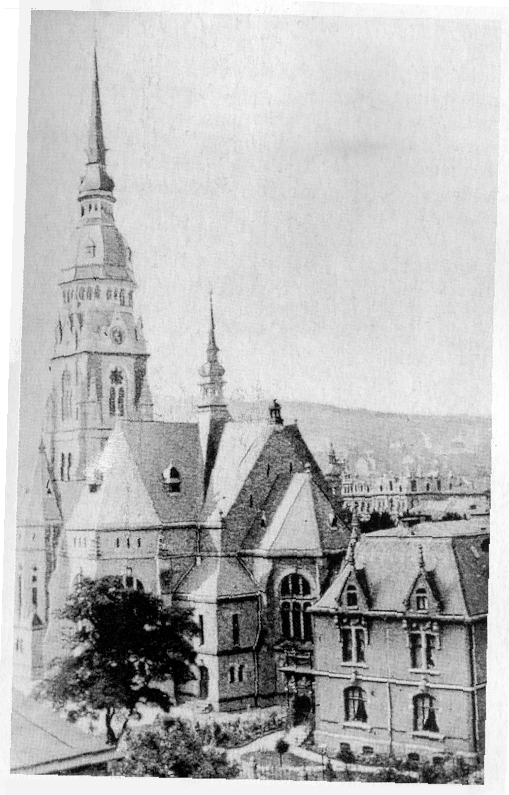
Der Ort der Bekenntnissynode: die Gemarker Kirche

### Kirchenkampf
Die deutsche evangelische Kirche war traditionell eng mit dem Kaiserreich verbunden. Die meisten ihrer Pastoren waren nationalistisch, antidemokratisch und antikommunistisch eingestellt, lehnten die Weimarer Republik ab und begrüßten Adolf Hitlers Machtübernahme im Januar 1933 begeistert in dem Glauben, diese habe eine drohende kommunistische Revolution verhindert. Sie wollten an der Seite des NS-Regimes zu einer „nationalen Wiedergeburt“ beitragen und erhofften sich davon eine Stärkung der Volkskirche und des Protestantismus (etwa am Tag von Potsdam, 21. März 1933). Demgemäß schwiegen sämtliche evangelischen Kirchenführer 1933 zur Ausschaltung der Linksparteien und Gewerkschaften, zum Straßenterror der SA und zur Judenverfolgung. Stattdessen protestierten sie gegen die angebliche „Greuelpropaganda“ des Auslands gegen diese Maßnahmen.
Im April 1933 ernannte Hitler den unbekannten Wehrkreispfarrer Ludwig Müller zu seinem Kirchenbeauftragten, stellte sich am 13. Juli 1933 offen hinter die Deutschen Christen und verhalf diesen so zu einem Erdrutschsieg bei den allgemeinen Kirchenwahlen am Folgetag. Um dem Streben der DC nach einer zentral regierten Reichskirche entgegenzukommen, hatten die evangelischen Landeskirchen am 11. Juli 1933 eine neue Kirchenverfassung mit einem Reichsbischof an der Spitze beschlossen, aber zugleich ihre Bekenntnisbindung und Autonomie als föderal gleichberechtigte Kirchen gewahrt. Erst als die DC den Ausschluss der Judenchristen betrieben, protestierten einige evangelische Pastoren gegen diese Übergriffe auf kirchliche Lehre und Selbständigkeit. Die Proteste nahmen zu, als die DC Ludwig Müller am 27. September 1933 zum Reichsbischof wählten, mit einem Arierparagraphen eine „judenfreie“ DEK anstrebten, bei einer Großkundgebung im Berliner Sportpalast am 13. November 1933 eine „Entjudung“ der Bibel propagierten und Müller zum Jahresende die evangelische Jugend in die Hitlerjugend eingliederte.
Seit der Gründung des Pfarrernotbunds (September 1933) bildeten sich überall in Deutschland „bekennende“ Gemeinden. Als Reichsbischof Müller diesen am 4. Januar 1934 öffentliche Erklärungen verbot, bildeten sich „Bekenntnissynoden“, die Beschlüsse zur Neuordnung der DEK nach Maßgabe des Evangeliums fassten. Gegen Müllers Versuche, die unabhängigen Landeskirchen rechtlich der Reichskirche und seiner Autorität zu unterwerfen, verbündeten sich einige „intakte“, noch nicht gleichgeschaltete Landeskirchen am 11. April 1934 mit dem Pfarrernotbund und den freien Bekenntnissynoden zu einer „Bekenntnisgemeinschaft der DEK“. In der Ulmer Erklärung vom 22. April 1934 erhob diese gegen Müller, die DC und die vom NS-Regime verordnete Kirchenverwaltung unter August Jäger den Anspruch, die einzige rechtmäßige DEK zu sein. Ein dort eingesetzter „Bruderrat“ sollte eine reichsweite Bekenntnissynode vorbereiten und setzte ein Dreiergremium ein, das für diese Synode eine theologische Grundsatzerklärung entwerfen sollte. Die BTE ging also aus den wachsenden Protesten gegen die „Gleichschaltung“ der DEK mit dem NS-Staat hervor.

### Vorläufer
Öffentliche Glaubensbekenntnisse waren im deutschen Protestantismus vor 1933 selten geworden, weil der christliche Glaube weithin nur noch als private und individuelle Gesinnung verstanden wurde. 1933 erschienen dann in der DEK rund 75 „Bekenntnisse“. Die DC verknüpften christliche Glaubenssätze direkt mit Bekenntnissen zum deutschen Volk und deutscher Rasse, seiner autoritären Staatsgestalt und seinem Führer. Die Jungreformatorische Bewegung dagegen bekannte, Jesus Christus allein begründe die Kirche, doch zugleich zeige sich Gott in der aktuellen „völkischen Erneuerung unseres Vaterlandes“, so dass man ganz für die eigene Nation zu leben und zu sterben bereit sei. So kombinierte die lutherische und deutschnationale kirchliche „Mitte“ das Ja zu Jesus Christus in der Kirche mit dem vorbehaltlosen Ja zu Hitler und zum NS-Staat in der Politik.
Ab August 1933 verfassten lutherische Theologen um Friedrich von Bodelschwingh das Betheler Bekenntnis. Dessen Abschnitt „Die Kirche und die Juden“ ging erstmals auf die Judenverfolgung ein, wurde aber bis zur Fertigstellung im Dezember 1933 stark entschärft. Karl Barth bejahte dieses Bekenntnis und trat seiner Entschärfung entgegen. Im Oktober 1933 bat er Bodelschwingh schriftlich darum, im Text müsse „der für die Kirche der altpreuss. Union rechtsgültig gewordene Arierparagraph ausdrücklich genannt und diese Kirche ausdrücklich der Häresie bezichtigt werden“.
Danach verfasste Karl Barth das Bekenntnis der Freien Reformierten Synode in Barmen vom 4. Januar 1934. Es schloss kategorisch jede Kombination von Christus- und Führerbekenntnis aus und lehnte als einziger der damaligen Bekenntnistexte den innerkirchlichen Arierparagraphen ab: Es sei mit dem Wesen der Kirche unvereinbar, „die Gliedschaft und die Befähigung zum Dienst in ihr auf die Angehörigen einer bestimmten Rasse zu beschränken“. Erstmals im Kirchenkampf nahm eine evangelische Synode diesen Text an und stellte die Abgrenzung von den DC damit auf eine theologische, nicht nur taktische kirchenpolitische Grundlage.
Im Frühjahr 1934 gründeten die DC eigenmächtig das evangelische Bistum Köln-Aachen und spalteten damit die betroffenen Gemeinden. Auf Bitte einiger Pfarrer, Presbyter und Gemeindeglieder in Bonn verfasste Karl Barth am 13. Mai 1934 „Die 4 Artikel einer Erklärung zur Bildung einer ‚Bekenntnisgruppe‘ in der evangelischen Gemeinde Bonn“. Sie wurden als Flugblatt veröffentlicht und waren der direkte Vorläufer des BTE-Entwurfs, den Barth zwei Tage später in Frankfurt am Main verfasste.

### Vorentwürfe
Am 2. Mai 1934 berief der Bruderrat den Bonner Theologieprofessor Karl Barth, den Hamburger Pastor Hans Asmussen und den Münchner Oberkirchenrat Thomas Breit als Autoren der BTE, am 7. Mai zudem den Erlanger Kirchenhistoriker Hermann Sasse. Dieser sagte das erste Autorentreffen am 15./16. Mai in Frankfurt am Main krankheitsbedingt ab. Barth kam verspätet mittags dazu und verfasste den ersten Entwurf der BTE, während Asmussen und Breit schliefen. Asmussen ergänzte dann These II um den Satz: „Durch ihn (Christus) widerfährt uns frohe Befreiung aus den gottlosen Bindungen dieser Welt zu freiem, dankbaren Dienst an seinen Geschöpfen.“ Barth ergänzte These VI, die die anderen annahmen. Barth lobte diese Zusammenarbeit in einem Brief an Asmussen vom 23. Mai 1934 als „Frankfurter Konkordie“, gab ihr also denselben Rang wie den Einigungsformeln zwischen Lutheranern und Reformierten in der Reformationszeit.
Am 22. Mai 1934 in Leipzig strich der Bruderrat aus Sorge um die kirchenrechtlichen Folgen vor allem den Satz „… bekennen sich durch ihre Vereinigung zu der kommenden Gottesgabe der einen, heiligen, allgemeinen und apostolischen Kirche“. Zuvor erhielt er einen Protestbrief Sasses gegen „unionistische“ Tendenzen des Frankfurter Entwurfs: Die Bekenntnissynode dürfe auf keinen Fall ein überkonfessionelles Lehramt beanspruchen. Daraufhin reduzierte Asmussen den Titel auf eine „Erklärung zur kirchlichen Lage“, besuchte Sasse und verfasste mit ihm den „Erlanger Entwurf“. Dieser formulierte die sechs Thesen „volkstümlicher“ und schloss eine Unionskirche explizit aus. Die süddeutschen Bischöfe Theophil Wurm und Hans Meiser stimmten dieser Fassung zu. Barth dagegen lehnte sie ab und war nur bereit, einige Änderungen des Leipziger Entwurfs in die Frankfurter Erstfassung aufzunehmen. So entstand der „Bonner Entwurf“. Diesen wollte Asmussen der Bekenntnissynode nur zusammen mit einem Erläuterungsreferat vorstellen und dann den jeweiligen konfessionellen Konventen den Umgang damit überlassen. So sollte die BTE die gemeinsame Entwicklung zur Bekenntniskirche allenfalls anstoßen, nicht abschließen.
Auf der Barmer Synode verlangten dann auch viele Lutheraner mehr als nur einen Protest gegen staatliche Übergriffe. Ein Pastor kommentierte unter Beifall: Eine „bekennende Kirche“, die kein gemeinsames Bekenntnis zustande brächte, wäre lachhaft in den Augen der DC. Entgegen den Plänen des Bruderrats bestanden Barth und Asmussen darauf, der ganzen Synode den unveränderten Bonner Entwurf vorzuschlagen. Die Lutheraner verlangten, die konfessionellen Konvente müssten sofort nach dessen Vorstellung seine Verträglichkeit mit den je eigenen Bekenntnissen prüfen. Zu Beginn seines Referats ließ Asmussen zwei Sätze im Entwurf nachtragen: Lutheraner, Reformierte und Unierte dürften und müssten heute gemeinsam reden, wollten dabei aber den je eigenen Bekenntnissen treu sein und bleiben. Trotz großen Beifalls für sein Referat musste wegen der lutherischen Bedenken ein achtköpfiger interkonfessioneller Ausschuss gebildet werden. Dieser beriet am 30. Mai sieben Stunden lang und beschloss eine Endfassung, in der alle Hinweise auf eine „Vereinigung der Bekenntniskirchen“ fehlten und nicht mehr die „Einheit“, sondern die „Gemeinsamkeit“ des Bekennens formuliert wurde. Der Ausschuss nahm Karl Barths neuformulierte These V einstimmig an. Diese Endfassung beschlossen die 138 Delegierten der Synode am 31. Mai nach kurzer Plenarberatung einstimmig. Die Einigung wurde angesichts der rund 400-jährigen konfessionellen Konflikte im deutschen Protestantismus und der kurzen Vorbereitungszeit der BTE vielfach als eine Art Wunder gelobt.
Dass auch die Hitleranhänger auf der Barmer Synode die BTE annahmen, erklärte sich aus dem Verlauf des Kirchenkampfes. Weil die DC die lutherischen Kompromisstexte für ihre rassistische Kirchenpolitik vereinnahmten, wurde die klare Alternative immer plausibler: Entweder die Kirche bekennt sich allein zu Jesus Christus oder sie verliert ihre Botschaft und damit ihren Existenzgrund an eine Häresie.

## Rahmentexte und Aufbau
Die DEK verstand sich laut ihrer Verfassung vom 11. Juli 1933 als föderaler „Bund der aus der Reformation erwachsenen, gleichberechtigt nebeneinander stehenden Bekenntniskirchen“. Deren „unantastbare Grundlage“ sei „das Evangelium von Jesus Christus, wie es uns in der Heiligen Schrift bezeugt und in den Bekenntnissen der Reformation neu ans Licht getreten ist.“ Damit hatten die Vertreter aller Landeskirchen einstimmig die von den DC angestrebte Nationalkirche ohne Bekenntnisbindung abgelehnt. Diesen Beschluss hatte die Regierung am 14. Juli 1933 anerkannt. Somit berief sich die Barmer Synode zu Recht auf die geltende DEK-Verfassung und bekräftigte nur die darin festgelegte ausschließliche Bindung an Jesus Christus gemäß dem Zeugnis der Bibel und deren reformatorischer Auslegung, die alle DEK-Teilkirchen miteinander verband.
Die Präambel der BTE beschrieb die damalige Lage: Die Einheit der DEK sei „aufs schwerste gefährdet“ durch die Lehr- und Handlungsweise der DC und ihres Kirchenregiments (Ludwig Müller). Von ihnen werde die Bindung an Jesus Christus, die Bibel und die reformatorischen Bekenntnisse „dauernd und grundsätzlich durch fremde Voraussetzungen durchkreuzt und unwirksam gemacht“. Gerade weil die Gliedkirchen der DEK ihren verschiedenen Bekenntnissen treu sein und bleiben wollten, sei „angesichts der die Kirche verwüstenden und damit auch die Einheit der Deutschen Evangelischen Kirche sprengenden Irrtümer“ der DC und ihres Reichsbischofs eine gemeinsame Erklärung nötig. Daher bekenne man sich zu den folgenden „evangelischen Wahrheiten“.
Die folgenden sechs Barmer Thesen begannen gemäß Artikel 1 der DEK-Verfassung mit dem Bekenntnis zu Jesus Christus. Dieser begründe als das eine Wort Gottes (I) und der eine Herr aller Lebensbereiche (II) die Gestalt und den Zeugnisauftrag der Kirche (III), ihre Ämter und deren Zweck (IV), die Aufgabe des Staates (V) und die Botschaft der freien Gnade als Aufgabe der Kirche gegenüber „allem Volk“ (VI). Jede These stellt eine biblische Begründung voran und dann eine positive Lehraussage einer negativen Verwerfung gegenüber, die sie als falsche Lehre (Häresie) kennzeichnet. So macht schon dieser Aufbau den unbedingten Vorrang Jesu Christi nach biblischem Zeugnis als Grundlage, Quelle und Wahrheitskriterium aller Thesen deutlich.
Der Epilog betonte, die Anerkennung dieser Thesen und Verwerfung der darin benannten Irrlehren sei „die unumgängliche theologische Grundlage der Deutschen Evangelischen Kirche als eines Bundes der Bekenntniskirchen“, also identisch mit deren Verfassung und verbindlich für die Kirchenpolitik. Zuletzt lud die Synode die DC-Gegner ein, „in die Einheit des Glaubens, der Liebe und der Hoffnung zurückzukehren. Verbum dei manet in aeternum“. Der lateinische Abschluss, übersetzt „Gottes Wort bleibt in Ewigkeit“, zitiert Jes 40,8  und 1 Petr 1,25 : Damit verwies die BTE nochmals auf die einzig gültige Norm, an der ihr Text und seine Wirkungsgeschichte zu messen seien.

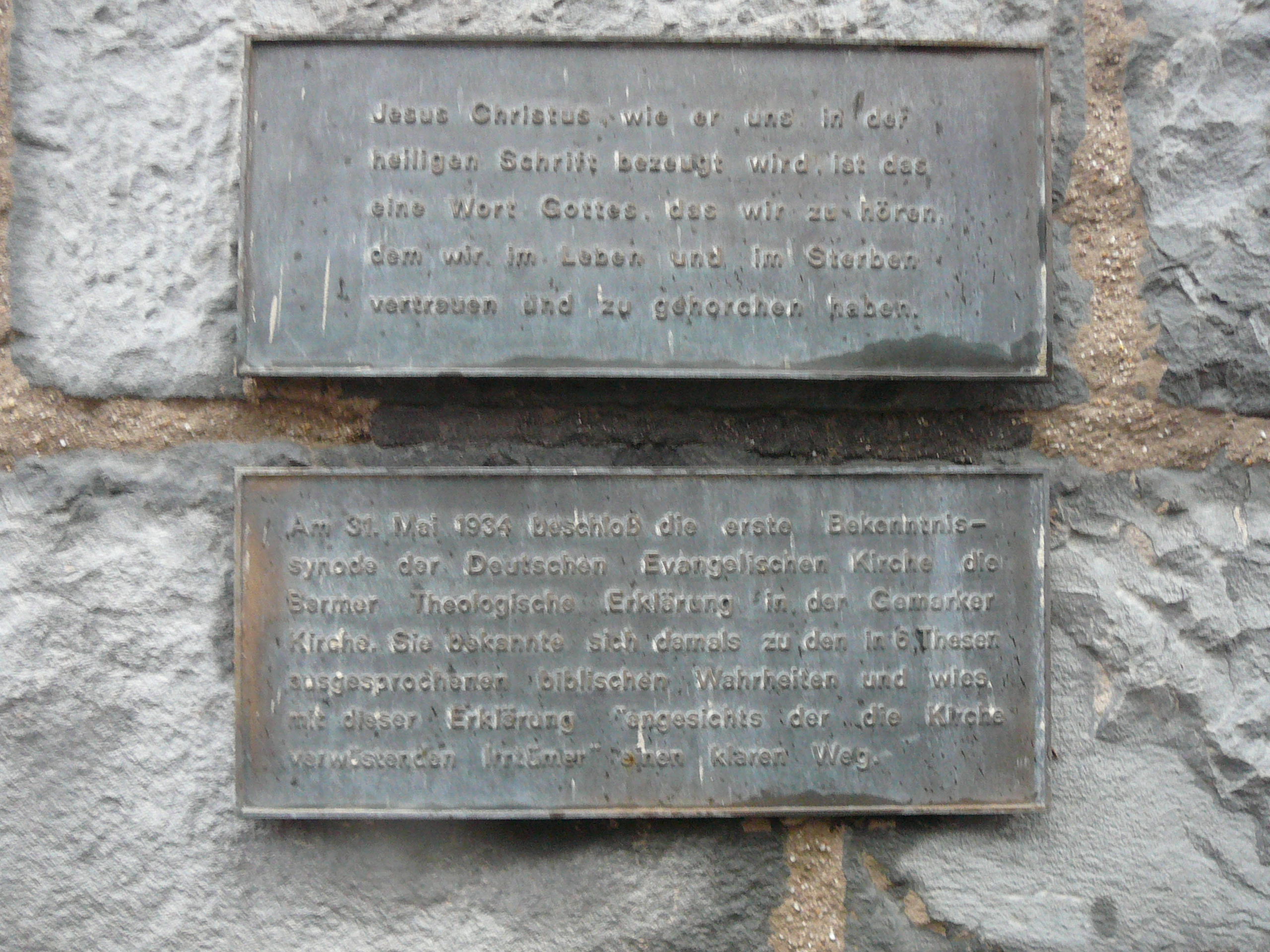
Gedenktafel mit der ersten These an der Gemarker Kirche

## Die Thesen

### I
„Jesus Christus spricht: Ich bin der Weg und die Wahrheit und das Leben; niemand kommt zum Vater denn durch mich. (Joh 14,6 )
Wahrlich, wahrlich, ich sage euch: Wer nicht zur Tür hineingeht in den Schafstall, sondern steigt anderswo hinein, der ist ein Dieb und Räuber. Ich bin die Tür; wenn jemand durch mich hineingeht, wird er selig werden. (Joh 10,1.9 )
Jesus Christus, wie er uns in der Heiligen Schrift bezeugt wird, ist das eine Wort Gottes, das wir zu hören, dem wir im Leben und im Sterben zu vertrauen und zu gehorchen haben.
Wir verwerfen die falsche Lehre, als könne und müsse die Kirche als Quelle ihrer Verkündigung außer und neben diesem einen Worte Gottes auch noch andere Ereignisse und Mächte, Gestalten und Wahrheiten als Gottes Offenbarung anerkennen.“

Zwei Ich-bin-Worte sind vorangestellt, weil These I keine menschliche Selbstermächtigung sein, sondern Jesu Christi eigenes Wort bezeugen und beantworten will. Er allein sei der Weg zu Gott, weil Gott in ihm als Mensch zu den Menschen gekommen sei (Joh 1,14 ): Wer anderes behaupte, raube den Menschen die Wahrheit und das Leben. Darin waren die mörderischen Folgen der DC-Ideologie mitgedacht. Darum spitzt These I Artikel 1 der DEK-Verfassung zu: Jesus Christus sei das eine Wort Gottes, dem „wir“, alle Christen, im Leben und Sterben zu vertrauen und zu gehorchen hätten.
Diese Schärfe war laut Karl Barths Vortrag nach der Synode (9. Juni 1934) damals nötig, damit die Kirche das erste der Zehn Gebote für sich gelten ließ: „Ich bin der Herr dein Gott …“ (Ex 20,2 ). Jesus Christus als einzige Offenbarung Gottes anzuerkennen heiße zugleich, JHWH, den Gott Israels, als den einzigen Herrn der Kirche anzuerkennen. Andere Mächte dieser Welt seien damit unbestritten, aber ihr Geltungsanspruch für die Kirche sei unbedingt abzuweisen. Dies hatte Barth in seinem Aufsatz Das erste Gebot als theologisches Axiom ausgeführt, den er kurz nach dem Ermächtigungsgesetz vom 24. März 1933 gegen die Hitler-Begeisterung der meisten Protestanten und die Vergötzung von Volkstum, Rasse, Nation und Staat verfasst hatte.
Der Verweis auf die „Heilige Schrift“ machte die ganze Bibel als Offenbarungszeugnis für die Kirche verbindlich, um beliebig entstellte Jesusbilder ihrer Norm zu unterwerfen. Damit war ihre untrennbare Einheit als Altes Testament (AT) und Neues Testament (NT) gemeint, die sich wechselseitig bedingen und auslegen, wie es Barths erste Barmer Erklärung vom Januar 1934 ausführte. Der Ausdruck „im Leben und im Sterben“ erinnerte an Röm 14,8  und die erste Frage im Heidelberger Katechismus. Die drei Verben „hören“, „vertrauen“, „gehorchen“ übersetzten das, was christlicher Glaube beinhaltet, nämlich aktive Nachfolge Jesu, und wiesen einen Glauben ohne entsprechendes Handeln strikt zurück.
Verworfen wird die „natürliche Theologie“, die die DC-Irrlehren ermöglicht hatte. Barth erläuterte im Juni 1934: Das Nein zu anderen Offenbarungsquellen schließe Wahrheiten außerhalb von Kirche und Christentum nicht aus, wohl aber, dass die Christen andere Mächte neben Jesus Christus als Gottes Offenbarung anzuerkennen, ihnen zu vertrauen und zu gehorchen hätten. Damit würden sie diese Mächte faktisch zu einem zweiten Gott machen. Doch indem Gott bestimmte Menschen (das Volk Israel) erwählt habe, habe er sich von allen Göttern unterschieden und ausgeschlossen, dass die erwählten Menschen sich ihre Götter selber wählen. Jesus Christus als das eine Wort Gottes mache es Christen also unmöglich, sich ihren Gott außerhalb der besonderen Geschichte Gottes mit seinem erwählten Volk zu suchen. Das Bekenntnis zu ihm schließe die Erwählung Israels ein, aber die eigenmächtige Wahl anderer Götter aus: Dieser Selbstunterscheidung Gottes könne die Kirche nur folgen, wenn sie Kirche Jesu Christi sein und bleiben wolle. Das war zuallererst ein Bußruf an die völkischen (rassistischen) Theologen in der DEK, darüber hinaus an alle Varianten der christlichen Theologie seit der Reformation, die „eine dem Menschen trotz des Sündenfalls zugängliche Gottesoffenbarung in Natur und Geschichte“ gelehrt und damit den verheerenden Irrtum der DC vorbereitet hatten. Diesen Bußruf formulierte Karl Barths Bekenntnis für die Freie Reformierte Synode vom Januar 1934 explizit.
So hatte Barths früherer Mitstreiter Friedrich Gogarten wie zuvor Wilhelm Stapel im Sommer 1933 geschrieben: „Das Gesetz Gottes ist für uns identisch mit dem Nomos des Dritten Reiches.“ Das war für Barth der „vollzogene Verrat am Evangelium“, so dass er sich von Gogarten und der Zeitschrift Zwischen den Zeiten trennte. Im Oktober 1934 bekräftigte Barth mit seinem schroffen „Nein!“ seinen unbedingten Widerspruch zu Emil Brunners Versuch, „Natur und Gnade“ (die angeblich natürlichen Ordnungen im Bereich der Politik als Rahmenbedingung zum Verstehen der Gnade Jesu Christi) auszugleichen.
Die abgewehrten Irrlehren der DC waren so bekannt, dass sie nicht eigens zitiert wurden. So behaupteten die DC seit 1932, „Rasse, Volkstum und Nation“ seien von Gott geschenkte, als „Gottes Gesetz“ zu erhaltende Lebensordnungen, die auch vor den „Untüchtigen und Minderwertigen“ zu schützen seien. Die evangelische Kirche müsse im „Entscheidungskampf um Sein oder Nichtsein unseres Volkes an der Spitze“ kämpfen. Sie müsse im Volkstum wurzeln und „den Geist eines christlichen Weltbürgertums“ ablehnen. Ab 1933 hieß es: „Der ewige Gott“ habe dem deutschen Volk „ein arteigenes Gesetz eingeschaffen“, das im Führer Adolf Hitler und dem von ihm geformten NS-Staat Gestalt gewonnen habe. „Dieses Gesetz spricht zu uns in der aus Blut und Boden erwachsenen Geschichte unseres Volkes.“ Das AT sei gegenüber dem NT minderwertig und dokumentiere nur die „überwundene“ jüdische Volksreligion. Die Kreuzigung Jesu habe den Abfall der Juden von Gott vor aller Welt offenbar gemacht: „Von daher lastet der Fluch Gottes auf diesem Volke bis zum heutigen Tage.“ In Hitler sei „Christus, Gott der Helfer und Erlöser, unter uns mächtig geworden“. Hitler bzw. der Nationalsozialismus sei „jetzt der Weg des Geistes und Willens Gottes zur Christuskirche deutscher Nation“. Die DC-geführte Volkskirche Sachsens bekannte im Dezember 1933: „Weil die deutsche Volkskirche die Rasse als Schöpfung Gottes achtet, erkennt sie die Forderung, die Rasse rein und gesund zu erhalten, als Gottes Gebot“ und „im Totalitätsanspruch des nationalsozialistischen Staates den Ruf Gottes zu Familie, Volk und Staat.“

### II
„Durch Gott seid ihr in Christus Jesus, der uns von Gott gemacht ist zur Weisheit und zur Gerechtigkeit und zur Heiligung und zur Erlösung. (1 Kor 1,30 )
Wie Jesus Christus Gottes Zuspruch der Vergebung aller unserer Sünden ist, so und mit gleichem Ernst ist er auch Gottes kräftiger Anspruch auf unser ganzes Leben; durch ihn widerfährt uns frohe Befreiung aus den gottlosen Bindungen dieser Welt zu freiem, dankbarem Dienst an seinen Geschöpfen.
Wir verwerfen die falsche Lehre, als gebe es Bereiche unseres Lebens, in denen wir nicht Jesus Christus, sondern anderen Herren zu eigen wären, Bereiche, in denen wir nicht der Rechtfertigung und Heiligung durch ihn bedürften.“

Das Eingangszitat bekräftigt, Jesus Christus sei Gottes „Weisheit“ für die Menschen, nämlich laut 1 Kor 1,1ff.  das „Wort vom Kreuz“, das die Weisheit der Mächtigen und Vornehmen durchkreuzt und als Torheit aufdeckt. Nicht die menschlichen Wünsche, Ansprüche und Leistungen definierten das Evangelium, sondern die Lebenshingabe des für uns gekreuzigten Jesus Christus. Diese enthalte alles weitere: Gerechtigkeit, Heiligung und Erlösung.
These II übersetzt diese Begriffe: Gottes Gerechtigkeit sei sein Zuspruch der Vergebung, also sein Recht zur Gnade. Eben weil diese allen gelte, erhebe dieser Gott Anspruch auf unser ganzes Leben, beschlagnahme es völlig zur Nachfolge Jesu. Darum bedeute Erlösung aktuelle Befreiung aus allen gottlosen Bindungen (an Volk, Rasse, Staat, Führer, …) zum freien, dankbaren Dienst an allen Geschöpfen, am Leben aller. So konkretisiert die These die traditionelle lutherische Unterscheidung von Gesetz und Evangelium kreuzestheologisch: Weil die Lebenshingabe Jesu Christi Gottes Gesetz stellvertretend für alle erfüllt habe, habe dieses Evangelium Vorrang vor dem Gesetz und qualifiziere es zum konkreten, aktuellen, alle Lebensbereiche beanspruchenden Gebot.
Damit widersprach die These der damals gängigen Form der Zwei-Reiche-Lehre, Gottes Wort in zwei gegensätzliche Worte aufzuspalten, dem tötenden, richtenden Gesetz Vorrang zu geben, es mit vorfindlichen Ordnungsstrukturen zu identifizieren und diesen (etwa im Sinne Max Webers) eine nicht normierbare Eigengesetzlichkeit zuzuschreiben. Dies führte besonders in der NS-Zeit dazu, christliche Ethik auf reibungslose Unterwerfung unter die Staatsgesetze und bürgerliche, folgenlose Privatmoral zu beschränken und der Kirche jedes Recht zu Kritik an der Politik abzusprechen. So begrüßten viele lutherische Christen den autoritären, gnadenlosen, rassistischen NS-Staat als angebliche Gestalt des in der Geschichte wirkenden Gesetzes Gottes und sprachen sich von vornherein von Mitverantwortung für staatliches Unrecht frei.

### III
„Lasst uns aber wahrhaftig sein in der Liebe und wachsen in allen Stücken zu dem hin, der das Haupt ist, Christus, von dem aus der ganze Leib zusammengefügt ist. (Eph 4,15.16 )
Die christliche Kirche ist die Gemeinde von Brüdern, in der Jesus Christus in Wort und Sakrament durch den Heiligen Geist als der Herr gegenwärtig handelt. Sie hat mit ihrem Glauben wie mit ihrem Gehorsam, mit ihrer Botschaft wie mit ihrer Ordnung mitten in der Welt der Sünde als die Kirche der begnadigten Sünder zu bezeugen, dass sie allein sein Eigentum ist, allein von seinem Trost und von seiner Weisung in Erwartung seiner Erscheinung lebt und leben möchte.
Wir verwerfen die falsche Lehre, als dürfe die Kirche die Gestalt ihrer Botschaft und ihrer Ordnung ihrem Belieben oder dem Wechsel der jeweils herrschenden weltanschaulichen und politischen Überzeugungen überlassen.“

These III folgt aus These I und II: Wird Jesus Christus als das eine Wort Gottes anerkannt, das andere Herren in der Kirche ausschließt, dann kann diese nur Gemeinschaft gleichberechtigter Geschwister sein. Die Wendung „Gemeinde von Brüdern“ schloss wie damals sprachlich üblich die Schwestern ein. Sie spielte auf Mk 3,32.34  und Mt 23,8.10  an: Die Gottes Willen befolgen, seien Jesu Brüder, Schwestern und Mutter; einer sei ihr Meister, sie alle seien „Brüder“. Eph 4,15f. macht deutlich: Weil dieses eine Haupt alle Glieder des Leibes regiere, füge es sie gerade in ihrer Verschiedenheit zusammen. Dieser einheitsstiftenden Bewegung „von oben“ entspricht nach These II die Liebe untereinander und das Wachstum „von unten“. Barth nannte diese Ekklesiologie später „geschwisterliche Christokratie“.
These III erinnerte alle an den Machtkämpfen in der DEK Beteiligten: Kirche gehöre allein Jesus Christus. Nur von ihm her sei tragfähige Einigung möglich und zu erhoffen. Die Wendung „mitten in der Welt der Sünde als die Kirche der begnadigten Sünder“ schloss zwei Abwege aus: Die Kirche könne sich aus dieser Welt in einen vermeintlich geschützten sakralen Raum zurückziehen (so die Jungreformatoren) oder müsse ihre Gestalt und Botschaft den Ansprüchen dieser Welt ausliefern und anpassen (so die DC).
Gerade die äußere, rechtliche Kirchengestalt sei nicht beliebig, sondern habe Jesus Christus sichtbar zu entsprechen: Das richtete sich gegen die seit Rudolph Sohm üblich gewordene Auffassung, die wahre Kirche sei unsichtbar und „frei von jeglichem Recht“. Ihre sichtbare Gestalt sei rein weltlich und berühre ihre unsichtbare Wahrheit nicht. Daraus folgerte der DC-Theologe Emanuel Hirsch 1934: Die DEK müsse „in ihrer Verfassung dem Staat angepasst sein“. Die zentralisierte, von einem staatsloyalen Reichsbischof regierte Reichskirche sei eine „politische Notwendigkeit“. Dagegen stellte These III keine konturenlose formale Demokratie, sondern die Gemeinschaft der begnadigten, zur Nachfolge berufenen Sünder.
Damit wies sie implizit den Ausschluss bedrohter Judenchristen zurück, den die DC betrieben, aber auch ihren Ausschluss aus kirchlichen Leitungsämtern, den der Leiter des Pfarrernotbunds Martin Niemöller ihnen als „gebotene Zurückhaltung“ nahegelegt hatte. Verworfen wurde etwa die These der sächsischen Volkskirche, die vom NS-Staat rassistisch definierte Volksgemeinschaft sei für die Kirche maßgeblich: „Mitglied der Volkskirche kann … nur sein, wer nach dem Rechte des Staates Volksgenosse ist.“

### IV
„Jesus Christus spricht: Ihr wisst, dass die Herrscher ihre Völker niederhalten und die Mächtigen ihnen Gewalt antun. So soll es nicht sein unter euch; sondern wer unter euch groß sein will, der sei euer Diener. (Mt 20,25.26 )
Die verschiedenen Ämter in der Kirche begründen keine Herrschaft der einen über die anderen, sondern die Ausübung des der ganzen Gemeinde anvertrauten und befohlenen Dienstes.
Wir verwerfen die falsche Lehre, als könne und dürfe sich die Kirche abseits von diesem Dienst besondere, mit Herrschaftsbefugnissen ausgestattete Führer geben und geben lassen.“

Das Jesuswort führte den Hörern unmittelbar ihre Realität vor Augen: Herrschen bedeute Gewalt ausüben, den Völkern Gewalt anzutun. Herrschen, das sich als Dienst am Volk ausgebe, sei Lüge. Diese (im damaligen NS-Staat besonders brutale und totale) Realität zu leugnen sei sinnlos. Gerade deshalb könne und dürfe sie die geschwisterliche Nachfolgegemeinschaft nicht bestimmen. Dabei spricht Jesus den Wunsch seiner Nachfolger an, so „gewaltig“ zu sein wie die Gewaltherrscher, und verweist sie auf ihre wahre Macht: die Fähigkeit, den anderen zu dienen, sich ihrer Not hinzugeben. Eben das können die Herrscher nicht, die Macht als unbegrenzte Handlungsfreiheit verstehen. So deckt Jesu Wort auch ihre Versklavung auf. Sein eigenes Beispiel, die Selbsthingabe des Menschensohns an den Sklavendienst, will zu einem herrschaftsfreien Miteinander befreien, das die kommende Befreiung von der allgemeinen Sklaverei schrankenloser Gewaltausübung anbahnt.
Um der Synode die Annahme der BTE zu erleichtern, betonte Asmussen im Begleitreferat: Jesus wende sich nicht gegen das Recht der Fürsten, zu herrschen, Gewalt zu besitzen und auszuüben. Damit rechtfertigte er die vom NS-Regime betriebene Beseitigung des Rechtsstaats und schloss aus, dass die innerkirchliche Herrschaftsfreiheit Vorbild für den Staat sein könne. So deckte das Bekenntnis auf, das die Bekenner selbst nicht auf Jesus Christus hörten.
Der Hinweis auf „verschiedene Ämter“ ließ mehrere Formen der Kirchenleitung zu, aber kein zentrales Reichsbischofsamt. Mit Herrschaftsbefugnissen ausgestattete Führer seien nicht nur unzweckmäßig, sondern ein verwerflicher Widerspruch zum biblischen Zeugnis. Damit lehnt die These indirekt auch das Führerprinzip an sich ab, das den Geführten jede Verantwortung für das Handeln ihres Führers nahm („Führer befiehl, wir folgen!“). Weil Jesus Christus in der Kirche allein herrsche, sei jedes Kirchenmitglied gleichermaßen für die ganze Gemeinschaft verantwortlich. Nur solche Leitungsämter seien ihm gemäß, die anderen die „Ausübung des der ganzen Gemeinde anvertrauten und befohlenen Dienstes“ gewähren. Diese Gleichberechtigung von „Laien“ und „Klerus“ für die Diakonie der Kirche, ihre praktische Nächstenliebe, wurde im NS-Staat überlebenswichtig.

### V
„Fürchtet Gott, ehrt den König. (1 Petr 2,17 )
Die Schrift sagt uns, dass der Staat nach göttlicher Anordnung die Aufgabe hat, in der noch nicht erlösten Welt, in der auch die Kirche steht, nach dem Maß menschlicher Einsicht und menschlichen Vermögens unter Androhung und Ausübung von Gewalt für Recht und Frieden zu sorgen. Die Kirche erkennt in Dank und Ehrfurcht gegen Gott die Wohltat dieser seiner Anordnung an. Sie erinnert an Gottes Reich, an Gottes Gebot und Gerechtigkeit und damit an die Verantwortung der Regierenden und Regierten. Sie vertraut und gehorcht der Kraft des Wortes, durch das Gott alle Dinge trägt.
Wir verwerfen die falsche Lehre, als solle und könne der Staat über seinen besonderen Auftrag hinaus die einzige und totale Ordnung menschlichen Lebens werden und also auch die Bestimmung der Kirche erfüllen. Wir verwerfen die falsche Lehre, als solle und könne sich die Kirche über ihren besonderen Auftrag hinaus staatliche Art, staatliche Aufgaben und staatliche Würde aneignen und damit selbst zu einem Organ des Staates werden.“

Mit dem Einsatz „Die Schrift sagt uns …“ beansprucht These V, die folgende Definition der Staatsaufgabe gesamtbiblisch und somit bleibend verbindlich zu begründen. Das Zitat aus 1 Petr 2,11–17 , das hier dem traditionellen Bezug auf Röm 13,1ff.  vorgezogen wird, fasst diese Begründung apodiktisch knapp zusammen. Der Text appelliert an eine verfolgte Gemeinde, die Verfolger durch ein rechtschaffenes Leben und gute Taten zum Schweigen zu bringen, um die jeweiligen Staatsvertreter an ihre Aufgabe zu erinnern, Böses zu bestrafen und Gutes auszuzeichnen. Die Christen sollen ihnen gegenüber als freie „Knechte Gottes“ handeln: „Erweist allen Menschen Ehre, liebt die Brüder und Schwestern, fürchtet Gott und ehrt den Kaiser!“ Weil Gott allein zu fürchten sei, sei der Kaiser nicht anders als alle Menschen zu ehren. Die Gottesfurcht (das erste Gebot) verbiete, den Kaiser über andere Menschen zu stellen. So lehnten die Urchristen den Kaiserkult ab: Man müsse Gott mehr gehorchen als den Menschen (Apg 5,29 ).
Darum spricht These V von der „göttlichen Anordnung“ und „Aufgabe“ des Staates, an der er bleibend zu messen sei. Sie unterstellt ihn Jesu Christi umfassender Herrschaft, von der er abhänge, der er zu dienen habe, an der er zu prüfen sei. Die Wendung „in der noch nicht erlösten Welt“ begrenzt den Staat als vorläufig, erlösungsbedürftig, also nicht erlösungsfähig, sondern durch das kommende Reich Gottes befristet und überholt. Das verwirft jede metaphysische Staatstheorie, die das bloße Dasein von „Obrigkeit“ mit Gottes Ordnung gleichsetzt, Staatsgesetze als Gottes Gebot ausgibt und sogar den totalen, entgrenzten, jeder demokratischen Kontrolle entzogenen Staat als göttliches Gesetz legitimiert. Dagegen macht These V klar: Nur der Rechtsstaat entspreche der biblischen Staatsaufgabe, der totale Staat sei von vornherein Unrecht.
Die Wendung „nach dem Maß menschlicher Einsicht und menschlichen Vermögens“ bekräftigt, dass jede noch so gute Regierung immer nur menschlich, vorläufig, fehlbar sei und darum korrigierbar sein müsse. Das Gewaltmonopol des Staates wird anerkannt, aber die Ausübung von Staatsgewalt wird als Ausnahme, nicht Regel gekennzeichnet. Sie habe dem Zweck des Staates zu dienen, nämlich „Recht und Frieden“. Diese Formel hatten schon die Reformatoren für die Staatsaufgabe geprägt. Dabei hatte Huldrych Zwingli „Recht“ daran gemessen, ob die Gesetze „dem Bedrängten Rechtsschutz gewähren, auch wenn er keine Stimme hat“. Dieses biblisch verankerte Schutzrecht der Bedrohten war hier gemeint. Auch „Frieden“ meinte hier mehr als bloß Nichtkrieg, nämlich einen gerechten Frieden, der Kriegsursachen beseitigt. Eben dazu und nur dazu soll der Staat die nötigen Machtmittel besitzen. Damit stellte These V nur die elementaren Grundanforderungen an jeden Staat heraus. Weil der NS-Staat Recht und Frieden nicht nur brach, sondern sie dauerhaft zu zerstören trachtete, stellte die These indirekt schon die Frage, wie eine rechtlose, entrechtende Staatsmacht zu begrenzen, Recht und Frieden wiederherzustellen sei, und was die Kirche dazu beitragen könne.

### VI
„Jesus Christus spricht: Siehe, ich bin bei euch alle Tage bis an der Welt Ende. (Mt 28,20 )
Gottes Wort ist nicht gebunden. (2 Tim 2,9 )
Der Auftrag der Kirche, in welchem ihre Freiheit gründet, besteht darin, an Christi Statt und also im Dienst seines eigenen Wortes und Werkes durch Predigt und Sakrament die Botschaft von der freien Gnade Gottes auszurichten an alles Volk.
Wir verwerfen die falsche Lehre, als könne die Kirche in menschlicher Selbstherrlichkeit das Wort und Werk des Herrn in den Dienst irgendwelcher eigenmächtig gewählter Wünsche, Zwecke und Pläne stellen.“

Diese These stellt dem politischen Auftrag der Kirche gegenüber dem Staat (V) ihren Missionsauftrag gegenüber der Bevölkerung zur Seite. Der Protestantismus hatte Mission im 19. Jahrhundert weitgehend als individuelle Bekehrung und Zeugnis einer angeblichen kulturellen Überlegenheit des Christentums verstanden. Seit den 1930er Jahren hatten die DC eine „Volksmission“ angestrebt und betrieben, die „im Volkstum wurzelt“ und es vor einer „Entartung“ schützt. Im November 1933 forderte Ludwig Müllers Kirchenregierung, alle Volksmissionare müssten „ebenso klar im Evangelium gegründet wie überzeugte Mitglieder des Dritten Reiches sein“. Demgemäß forderten die DC bei ihrer Sportpalastkundgebung am 13. November 1933 die „Befreiung vom Alten Testament“ und seine Ersetzung durch Geschichten „deutscher Art“. Sie erklärten das eigene deutsche Volk anstelle Israels und des Judentums zur Wurzel des Evangeliums und verstanden Volksmission folglich als Ausgrenzung der getauften Juden aus der Kirche. Auch die lutherischen Gegner der DC vertraten ein nationalistisches Konzept: Volksmission müsse sich „in unlöslichem Dienst an das Deutsche Volk“ dem „inneren Aufbau des Volkes“ widmen. Dietrich Bonhoeffer formulierte in seinem Entwurf zum Betheler Bekenntnis, die DEK müsse „den Deutschen ein Deutscher“ werden, da sie „niemals über den Völkern schwebt“, sondern „in den Völkern“ lebe. Die im August 1933 veröffentlichte Fassung definierte Christen als „Menschen eines bestimmten Volkes“, die mit diesem ebenso wie mit der darin lebenden Kirche „unlösbar verbunden“ seien. Dass die Kirche „nicht auf die Eigenart jedes einzelnen Volkstums Rücksicht zu nehmen“ habe, sei eine Irrlehre. Damals hatte der NS-Staat die Kirchen schon gesetzlich zur „Rücksichtnahme“ auf das rassistisch definierte Volkstum verpflichtet. Martin Niemöller behauptete in seinen „Sätzen zur Arierfrage in der Kirche“, die „nichtarischen“ (jüdischen) Pfarrer seien eine „Belastung“ für die Volksmission und sollten diese daher unterlassen. Im Vorentwurf der BTE vermissten lutherische Theologen wie Paul Althaus und Hans Meiser das Kriterium der „Volksgemäßheit“, das sie selbst von kirchlicher Mission erwarteten. Meiser formulierte daher 1935 einen Gegenentwurf, der die DEK „zu freudigem Dienst am deutschen Volk“ aufrief. Demgemäß beschloss die dritte Bekenntnissynode der DEK im Juni 1935 ein „volksmissionarisches Amt“ als „Beitrag zur ernsthaften Bemühung um die Wiedergestaltung des deutschen Charakters“. So unterwarfen führende DEK-Vertreter die kirchliche Mission der rassistischen und nationalistischen Ideologie des NS-Staats. Eben dieser Anpassung widersprachen schon die Bibelzitate der sechsten These:
- Mt 28,20 beschließt den Missionsbefehl und ruft ihn so als Ganzes in Erinnerung. Der Auferstandene sagt seine Gegenwart bis zum von Gott gesetzten Weltende zu. Dass Jesus Christus sich fortlaufend selbst bezeugt, schließt aus, dass seine Zeugen einen Abwesenden zu vertreten hätten. Mission wird streng als Dienst an diesem gegenwärtigen Herrn definiert und seiner Herrschaft untergeordnet. Der Missionsbefehl beruft die Zeugen zur Nachfolge Jesu, sie können ihn also nur im eigenen Befolgen seines Werkes und Willens bezeugen. Mission kann dann nur unaufdringliches, einladendes Vorleben dieses Willens sein.
- 2 Tim 2,9 betont die Freiheit des Wortes Gottes gegenüber allen Versuchen, Jesus Christus für „eigenmächtig gewählte Wünsche, Zwecke und Pläne“ zu vereinnahmen. Im Kontext (Vers 8–10) bittet ein urchristlicher Missionar seine Adressaten, den auferstandenen Jesus Christus aus dem „Geschlecht Davids“ (dem Judentum) im Gedächtnis zu behalten, da er selbst aktuell „gebunden“ (inhaftiert) sei „wie ein Übeltäter“ (Verbrecher). Doch weil Gottes Wort nicht gebunden sei, dulde er „alles um der Auserwählten willen, auf dass auch sie die Seligkeit erlangen in Christus Jesus mit ewiger Herrlichkeit.“ Hier wird das Ertragen politischer Verfolgung wegen des Eintretens für die Juden und ihre Hoffnungsperspektive angemahnt. Gerade die unpopuläre Leidensnachfolge für jene, die der NS-Staat als „minderwertig“ ausschloss, sei dem Evangelium gemäß.
- Der positive Inhalt der Mission ist „die Botschaft von der freien Gnade Gottes“: Dies schließt aus, dass Menschen sich ihren Gott gemäß ihren Wünschen selbst wählen und seine Zuwendung verdienen können. Der Gott der Bibel hat aus allen Völkern nur Israel erwählt, um so auch die Nichtjuden an seiner Gnade teilhaben zu lassen. Mission kann sich demgemäß nicht an „Rasse, Nation und Volkstum“ binden und nur ohne Zwang und christlichen Überlegenheitsanspruch ausgeübt werden. Die Kirche ist nur frei, indem sie sich von Gottes freier Erwählung Israels abhängig weiß und ihre Botschaft nicht an die Interessen und Bedürfnisse des eigenen Volkes anpasst.
- Adressat ist „alles Volk“, also weder nur die Christen noch nur religiöse Nichtchristen, sondern alle Menschen. Die kirchliche Verkündigung soll dem Evangelium dienen, das sich an alle Menschen und die Welt richtet. Mission konnte daher für Karl Barth nur „Solidarität der Heiden drinnen mit den Heiden draußen“ sein, also keine „natürliche“ oder „völkische“ Veranlagung für die christliche Botschaft voraussetzen und unterstellen.[28]

## Wirkungen in NS-Deutschland

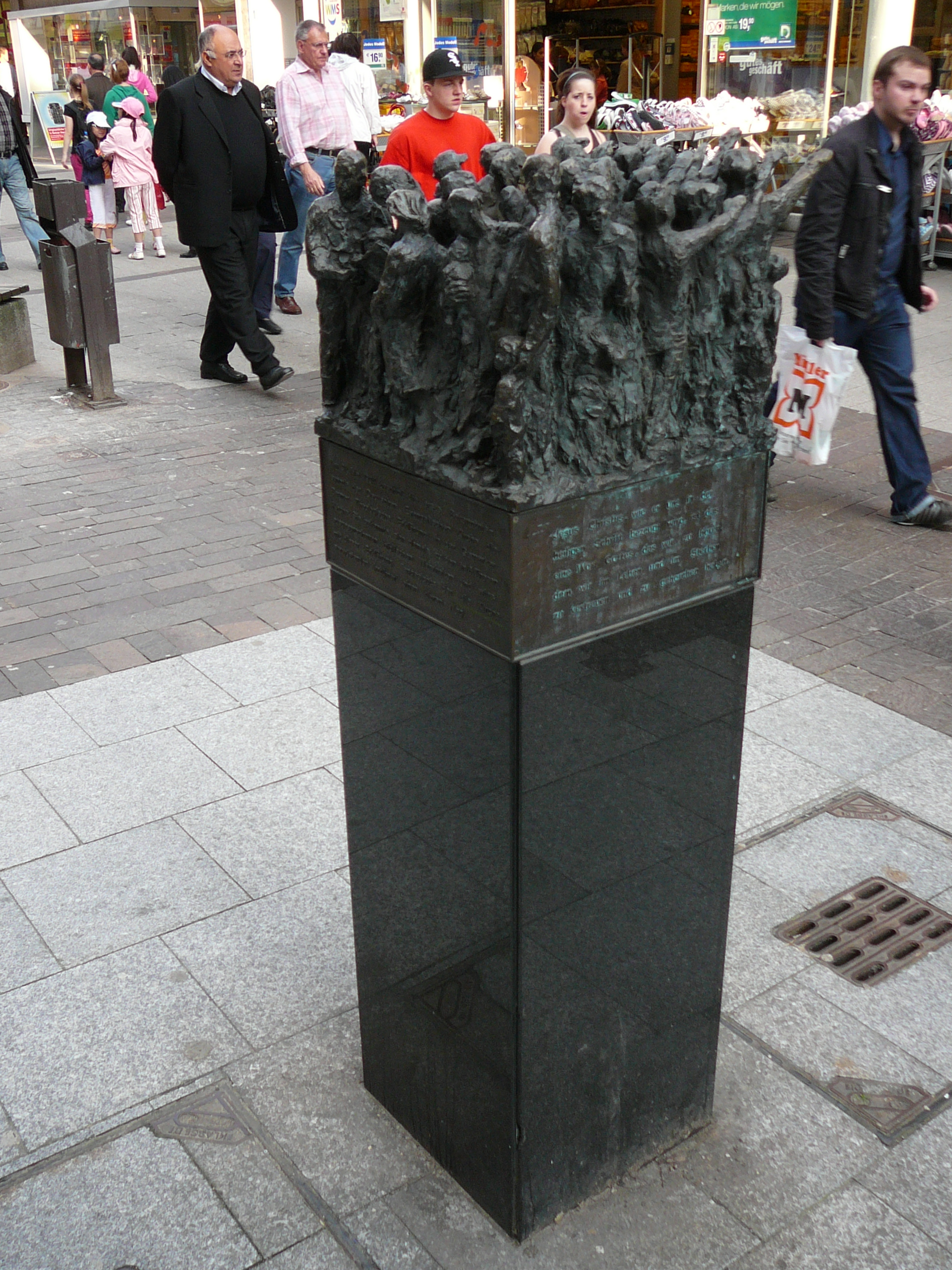
Mahnmal für die Barmer Erklärung

### Kirchenpolitik
Die BTE stellte klar, dass das Evangelium Jesu Christi selbst den DC-Lehren widersprach, so dass jeder evangelische Christ diese ablehnen oder sich von der DEK trennen müsse. Die kirchenpolitischen Folgen daraus waren jedoch schon auf der Barmer Synode umstritten. Hermann Sasse lehnte das gemeinsame Bekennen mit Reformierten und Unierten ab. Die Erlanger Dogmatiklehrer Werner Elert und Paul Althaus verfassten mit weiteren lutherischen Theologen am 11. Juni 1934 den Ansbacher Ratschlag, der wie die DC behauptete: Gottes Gesetz verpflichte die Christen „auf die natürlichen Ordnungen, denen wir unterworfen sind, wie Familie, Volk, Rasse (d.h. Blutszusammenhang)“.
Das benutzten die DC zum weiteren Vorgehen gegen die BK. Am 9. August 1934 setzte Kirchenkommissar August Jäger die Bischöfe von drei intakten Landeskirchen mit Polizeigewalt ab. Am 23. September 1934 setzte eine DC-Synode den im Vorjahr gewählten Ludwig Müller als neuen Reichsbischof ein. Darum beschloss die zweite Bekenntnissynode am 19./20. Oktober 1934 in Berlin-Dahlem das in der DEK-Verfassung vorgesehene kirchliche Notrecht und setzte den Reichsbruderrat als Leitung der BK ein. Die Synode stellte fest, die staatlich eingesetzten Kirchenführer hätten sich von der einzig rechtmäßigen DEK getrennt. Keine evangelische Gemeinde solle noch mit ihnen zusammenarbeiten, alle sollten sich auf die BTE einigen. Damit vollzog die BK die rechtliche und organisatorische Trennung von den DC-Kirchenleitungen. So wirkte die BTE als Basis des Widerstands gegen staatlich eingesetzte Organe und deren Handlungen.
Daraufhin hob Hitler Jägers Maßnahmen auf, veranlasste ihn zum Rücktritt und lud die wiedereingesetzten Bischöfe zu einem Treffen am 30. Oktober 1934 ein. Dabei vereinbarten sie mit dem NS-Regime eine vorläufige Kirchenleitung (VKL) unter Bischof August Marahrens. Dieser hatte die BTE nicht unterstützt und sah die BK als bloße „Bekenntnisbewegung“, nicht als wahre DEK. Deshalb traten Asmussen, Barth, Niemöller und zwei Vertreter der Reformierten im November 1934 aus dem Bruderrat aus. Dessen übrige Mitglieder einigten sich mit der VKL, die Beschlüsse der Dahlemer Synode aufzuheben. Die „Bruderrats“-BK sah darin die Abkehr von der BTE. Fortan blieb die BK gespalten.
Im August 1934 wollte Barth den von allen Staatsbeamten verlangten Führereid nur mit dem Zusatz „soweit ich es als evangelischer Christ verantworten kann“ leisten und wurde deshalb disziplinarrechtlich angeklagt. Die Anklage machte klar, dass der Eid jede Begrenzung ausschließe, da der Führer nicht gegen Gottes Gebote verstoßen könne. Die BK, deren meiste Pastoren den Eid schon geleistet hatten, stellte sich nicht öffentlich hinter Barth; die VKL verteidigte ihn nur mit internen Eingaben. Als das NS-Regime drohte, gegen „Staatsfeinde und Landesverräter“ in der BK durchzugreifen, beschwichtigte Marahrens: Die VKL dulde keine irgendwie gegen den NS-Staat gerichteten Bestrebungen in der BK. Man wünsche nichts anderes, als „im Gehorsam unter dem Wort Gottes […] dem deutschen Volke und seinem Führer zu dienen und bei dem großen Werke des Aufbaus zu helfen“. Nachdem Barth Redeverbot erhielt, von der folgenden Augsburger Bekenntnissynode ausgeladen und am 22. Juni 1935 in den vorzeitigen Ruhestand versetzt wurde, zog er in die Schweiz.
Nach dem Anschluss Österreichs im März 1938 verlangten fast alle DEK-Kirchenleitungen einen Treueid ihrer Beamten auf Hitler. Fast alle rund 18.000 evangelischen Pastoren außer etwa 270 Anhängern der BTE legten diesen ab. Auch die Altpreußische Union (APU) empfahl im Juli 1938, den Eid in leicht abgewandelter Form zu leisten. Kurz darauf veröffentlichte das NS-Regime einen internen Rundbrief des Reichsleiters Martin Bormann, der Pastoreneid sei eine rein innerkirchliche Angelegenheit, der Führer habe ihn nicht verlangt. Damit war die BK vollständig blamiert. Barth hatte der BK mehrfach geraten, den Eid vollständig zu verweigern, da dieser das erste Gebot breche und einem fremden Gott diene. Die APU habe mit ihrer Eidempfehlung die BTE verlassen und sei dem Staat in die Falle gegangen. Nachdem Bormann die BK bloßgestellt hatte, fragte Barth den BK-Vertreter Heinrich Vogel: „Wann, ach wann, […] wird der liebe Gott euch deutschen Theologen zu eurem nicht genug zu schätzenden Tiefsinn und Scharfsinn hinzu auch noch ein bisschen schlichte politische Vernunft schenken, damit ihr bei solchen Anlässen, statt die Augustana etc. zu wälzen, rechtzeitig riechen […] möchtet, […] was los ist“.
Am 30. September 1938 wollte die VKL wegen der Sudetenkrise ein Gebet in den Gottesdiensten verlesen lassen, das indirekt das NS-Regime anklagte: „Dein Name ist in ihm [dem deutschen Volk] verlästert, Dein Wort bekämpft, Deine Wahrheit unterdrückt worden. Öffentlich und im Geheimen ist viel Unrecht geschehen …“ Als die Westmächte dem Münchner Abkommen mit Hitler zustimmten, wurde das Gebet zurückgezogen. Die NSDAP und die Kirchenregierung nutzten dies für eine Kampagne gegen angebliche „Volksschädlinge“ und „fanatisierte Kreise“ der BK, die Volks- und Landesverrat begangen hätten. Daraufhin distanzierten sich die „gemäßigten“ Landesbischöfe „aus religiösen und vaterländischen Gründen“ erneut von den „radikalen“ Bruderräten und vertieften so die Spaltung der BK.

### Verhalten zur Judenverfolgung
Die BTE enthielt keine Aussagen zum Judentum, keinen Protest gegen die laufende Judenverfolgung in Deutschland, kein Nein zum Antisemitismus und christlichen Antijudaismus und keine Verpflichtung zum Einsatz für die Menschenrechte bedrohter Minderheiten. All dies lag den mehrheitlich deutschnationalen BK-Delegierten fern. Obwohl der drohende Ausschluss von Judenchristen aus der DEK den Kirchenkampf ausgelöst hatte, behandelte die BTE weder innerkirchliche Arierparagraphen noch die staatliche Judenpolitik: zum einen, weil es vorrangig die Gleichschaltungsversuche der DC abzuwehren galt, zum anderen, weil die allermeisten BK-Mitglieder den NS-Staat bejahten und jede kirchliche Einmischung in dessen Politik ablehnten.
Barth hatte im Juni 1933 in seinem vielbeachteten Aufsatz Theologische Existenz heute! der theologischen Abwehr von Irrlehren Vorrang vor jeder direkten politischen Stellungnahme zum NS-Staat gegeben und betont: Nur die christliche Taufe entscheide über die Kirchenmitgliedschaft, nicht „Blut und Rasse“. Diese zur Bedingung zu machen sei Häresie. Jede Diskriminierung oder der Ausschluss getaufter Juden aus der Kirche sei gleichbedeutend mit deren Selbstaufgabe. Demgemäß verneinte seine Barmer Erklärung vom Januar 1934, „die Gliedschaft und die Befähigung zum Dienst in ihr [der Kirche] auf die Angehörigen einer bestimmten Rasse zu beschränken“.
Das Betheler Bekenntnis vom August 1933 widmete der „Judenfrage“ ein Kapitel und bezeichnete den antisemitischen Staat als neuen, versklavenden Pharao. Der Pfarrernotbund gründete sich im September 1933 gegen den „Arierparagrafen“ der APU, erklärte diesen zum Status confessionis und verpflichtete seine Mitglieder zur praktischen Solidarität mit „Nichtariern“ (getauften wie nichtgetauften Juden). Barth bejahte diese Grundsätze sofort, schrieb aber zugleich an Dietrich Bonhoeffer (11. September 1933): Vielleicht müsse sich die Irrlehre der DC „noch in anderen und schlimmeren Abweichungen und Verfälschungen Luft machen“, so dass „der Zusammenstoß an einer noch zentraleren Stelle erfolgt“. Bonhoeffers Freund Franz Hildebrandt, der als getaufter Sohn einer jüdischen Mutter vom APU-Ausschluss betroffen war, sah darin ein anderes Interesse.
Doch Barth übersah die Judenverfolgung nicht. Gegen deutschnationale Theologen wie Siegfried Knak und Walter Künneth, die die „deutsche Revolution“ als Aufruf Gottes (Kairos) deuteten, wandte er im November 1933 ein: Sie forderten damit eine Bejahung des NS-Staats und seines Totalitätsanspruchs. Jedoch stelle die aktuelle Lage der Kirche auch ganz andere Fragen: Was sage sie zu den Konzentrationslagern, zur Behandlung der Juden, zu allem, was im Namen der Eugenik unternommen werde? Gerade weil Gottes Gebot aktuell gelte, dürften Christen es nicht mit ihrem positiven Urteil über den NS-Staat verwechseln.
Barth wollte aber mit dem Ausschluss anderer Offenbarungsquellen (These I) den zentralen Punkt der DC-Irrlehren treffen und so auch die Judenchristen in der DEK am ehesten schützen. In seinem Rückblick auf die Kirchliche Opposition 1933 betonte er, der Protest gegen die DC könne nicht erst beim Arierparagrafen und anderem einsetzen, sondern müsse sich gegen die Wurzel aller DC-Irrlehren richten: dass sie das deutsche Volkstum, seine Geschichte und Gegenwart „als eine zweite Offenbarungsquelle behaupten und sich so als die Gläubigen eines ‚anderen Gottes‘ zu erkennen geben“. Barth begriff den Arierparagrafen als Folge dieses theologischen Grundschadens, der die ganze DEK gegenüber den DC-Attacken hilflos gemacht habe. Nur die strikte Absage an alle anderen Götter könne die DEK von jedem Anpassungszwang befreien und befähigen, Jesus Christus souverän gegen die DC- und NS-Ideologie zu bezeugen.
Im Dezember 1933 hielt Barth dazu eine vierteilige Predigt, die er an Hitler sandte:
1. Jesus Christus sei ein Jude gewesen, so dass Nichtjuden keinen „artgemäßen“, natürlichen Zugang zu diesem Gott hätten.
2. Gott habe die Juden erwählt und mit ihnen einen Bund geschlossen, nicht, weil sie bessere Menschen seien, sondern aus freier Gnade. Wer sich gegen die Juden erhebe, wehre sich also gegen Gottes freie Gnade.
3. Das Heil komme nach Joh 4,22 EU von den Juden, weil sie Jesus so behandelten, wie alle Völker es getan hätten, und Gott ihnen dennoch treu geblieben sei. So hätten Juden den Nichtjuden den Zugang zum gnädigen Gott eröffnet.
4. Darum sei Jesu Befehl an Juden und Nichtjuden unerbittlich: „Nehmt einander an.“ Ein Christ dürfe daher „die Missachtung und Misshandlung der Juden, die heute an der Tagesordnung ist, einfach nicht mitmachen“.

Die Predigt, die viele Barmer Delegierte kannten, entfaltete also das grundsätzliche Ja zum Judentum, das These I enthielt, ohne es auszusprechen.
Bis Mai 1934 erhielt die Abwehr der „Gleichschaltung“ in der entstehenden BK jedoch Vorrang vor der Abwehr des Arierparagrafen. Im BK-Mitgliedsausweis entfiel die Selbstverpflichtung des Pfarrernotbunds, für „Nichtarier“ einzutreten.
Seit dem Judenboykott 1933 hatte die Judenchristin Elisabeth Schmitz führende Vertreter der werdenden BK gedrängt, für verfolgte Juden einzutreten und dies zur bekenntnismäßigen Pflicht evangelischer Gemeinden zu machen. So schlug sie Karl Barth im Februar 1934 ein „Sofortprogramm“ für die BK vor: Pastoren müssten verfolgte Gemeindeglieder öffentlich in Schutz nehmen, katholische, evangelische und jüdische Christen müssten Kontakt zueinander aufnehmen, die Kirche müsse sich um die KZ-Häftlinge kümmern und allgemein Humanität anmahnen. Sie rief die BK immer wieder zu einem öffentlichen Wort gegen rassistische Ausgrenzung auf, die sie im eigenen Bekanntenkreis täglich miterlebte; jedoch vergeblich. Als eine der wenigen BK-Mitglieder kritisierte sie die verbreitete antijudaistische Fluchtheorie, die alle Juden einer Kollektivschuld an Jesu Kreuzestod bezichtigte, und sprach den Christen angesichts ihres Versagens gegenüber den verfolgten Juden jedes Recht zur Judenmission ab. Im Sommer 1935 verfasste sie die Denkschrift „Zur Lage der deutschen Nichtarier“, die die nationalsozialistische Propaganda, die Judenverfolgung seit 1933 und das Schweigen der BK dazu eindringlich mit vielen Alltagsbeispielen beschrieb und vor einer kommenden Ausrottung der Juden warnte. Sie übermittelte die Denkschrift im September 1935, kurz vor dem Beschluss der Nürnberger Gesetze, an die dritte BK-Synode in Berlin-Steglitz. Diese behandelte das brisante Thema jedoch nicht.
Nach der Bekenntnissynode in Bad Oeynhausen (Februar 1936) sandte die neue BK-Leitung eine Denkschrift an Hitler, die ihm für den Sieg über den „Bolschewismus“ durch die „Revolution“ von 1933 dankte, Übergriffe hoher NSDAP-Vertreter beklagte und Teilen der NS-Ideologie widersprach: Dort erhielten „Blut, Volkstum, Rasse und Ehre den Rang von Ewigkeitswerten“. Das müsse der evangelische Christ wegen des ersten Gebots ablehnen. Gegen das Verherrlichen des „arischen Menschen“ bezeuge Gottes Wort die Sündhaftigkeit aller Menschen. Gegen den Antisemitismus der NS-Weltanschauung, „der zum Judenhaß verpflichtet“, stehe das Gebot der Nächstenliebe. Rechtsbruch, KZs und Gestapo-Willkür bestünden fort. Ein antichristlicher Geist drohe zu herrschen, das Volk mache sich zum Maßstab aller Dinge, der Führer werde zunehmend vergöttert. Die Vereidigung von Kindern in der Hitlerjugend zum Führergeburtstag sei „unerträglich“. Die Reichstagswahl im März 1936 sei manipuliert worden.
Nachdem ausländische Zeitungen die Denkschrift gegen den Willen der BK-Leitung veröffentlicht hatten, ließ Innenminister Wilhelm Frick hunderte BK-Pastoren verhaften. Daraufhin ließ die BK-Leitung eine Kanzelabkündigung in Millionenauflage drucken und am 23. August 1936 verlesen. Diese erwähnte Antisemitismus, Judenverfolgung, KZs, Gestapo und Führerkult nicht mehr, ermahnte aber alle Christen, „der Obrigkeit Gehorsam zu leisten, soweit sie nicht verlangt, was gegen Gottes Gebot ist“; Christen müssten „widerstehen, wenn von ihnen verlangt wird, was wider das Evangelium ist“. Da die allermeisten Deutschen die Führerdiktatur damals unterstützten und diese die BK-Pastoren an Leib und Leben bedrohte, gilt die Mahnung trotz der fehlenden Konkretion als relativ mutige Konsequenz der BTE. Das NS-Regime ließ deswegen den Judenchristen Friedrich Weißler anklagen, er habe die Denkschrift ins Ausland lanciert. Obwohl man keine Beweise dafür hatte, wurde Weißler im KZ Sachsenhausen inhaftiert und dort am 19. Februar 1937 ermordet.
Den Antisemitismus sprach die BK in der NS-Zeit nie öffentlich an. Keine evangelische Kirchenleitung protestierte gegen die Novemberpogrome 1938. Nur einzelne Bischöfe schrieben (meist taktische und unterwürfige) Mahn- und Protestbriefe an staatliche Stellen, etwa 1940 gegen die „planmäßige Ausrottung der Geisteskranken“ (Aktion T4) und 1943 gegen die „systematische Ermordung von Juden und Polen“ (den Holocaust). Mit Bezug auf die BTE forderte der „Münchner Laienbrief“ lutherischer Christen Ostern 1943, die BK müsse dem Staat „aufs Äußerste widerstehen“ bei dessen Versuch, „das Judentum zu vernichten“. Sie müsse den Staat an seine Aufgabe einer „gerechten Rechtsprechung“ und an „die Respektierung gewisser ‚Grundrechte‘ seiner Untertanen“ erinnern. Im Oktober 1943 mahnte die preußische Bekenntnissynode das NS-Regime, sein von Gott gegebenes Amt erlaube nicht das Vernichten von Menschen, nur weil diese mit Verbrechern verwandt, alt, geisteskrank oder von einer anderen Rasse seien. Worte wie „ausmerzen“, „liquidieren“ und „unwertes Leben“ kenne der biblische Staatsauftrag nicht.
1967 bekannte Barth gegenüber dem Bonhoeffer-Biografen Eberhard Bethge, er empfinde es längst als persönliche Schuld, dass er 1934 nicht öffentlich für einen Text zum Thema Israel-Judentum gekämpft habe, obwohl dieser damals in Barmen nicht akzeptiert worden wäre. Bethge zufolge hätte schon die Formulierung Der Jude Jesus und Christus der Heiden ist das eine Wort Gottes … ein stärkeres Eintreten der BK für die verfolgten Juden bewirken können.

### Politischer Widerstand
Indem die BTE die Alleinherrschaft Jesu Christi über die Christen und die Kirche proklamierte (These I), schloss sie die Trennung von Glauben und politischem Handeln der Christen aus (These II), unterstellte alle staatliche Macht dem Staatsauftrag zu Recht und Frieden (These V) und verpflichtete die christliche Gemeinde dazu, diesen Auftrag durch ihre eigene Organisationsform vorzuleben und durch ihr politisches Zeugnis einzufordern (Thesen III, IV und V). Im Lauf des Kirchenkampfes versagte die BK jedoch gegenüber dieser Herausforderung. Dies zeichnete sich schon auf der Barmer Synode 1934 ab. Deren Teilnehmer verstanden die BTE nicht als Widerspruch oder gar Aufruf zum Widerstand gegen den Nationalsozialismus. Ihre Delegierten waren größtenteils Anhänger Hitlers und der mitregierenden DNVP oder anderer nationalistischer Parteien, einige auch der NSDAP. Sie bejahten wie die später so genannte Konservative Revolution autoritäre Staatsmodelle, verehrten den noch amtierenden Reichspräsidenten Paul von Hindenburg und erwarteten, die ihm folgsame Reichswehr werde das Gewaltpotential der SA eindämmen und Hitler werde die evangelische Kirche gemäß seiner Zusagen im Frühjahr 1933 schützen. Das NS-Regime war noch auf den Rückhalt bei den bürgerlich-konservativen Eliten angewiesen.
Dass die BTE zu den vorangegangenen Rechtsbrüchen, Massenmorden und Misshandlungen an Kommunisten, Sozialdemokraten und Juden schwieg, spiegelte die Zustimmung der evangelischen Kirchen dazu. So enthielt These V nur eine allgemeine, der antidemokratischen Mentalität der Delegierten gemäße Mahnung des Staates zu „Recht und Frieden“. So betonte Asmussen im Begleitreferat, die BTE sei nur innerkirchlich, nicht als Protest gegen den NS-Staat gemeint: „Wenn wir protestieren, dann protestieren wir nicht als Volksglieder gegen die jüngste Geschichte des Volkes, nicht als Staatsbürger gegen den neuen Staat, nicht als Untertanen gegen die Obrigkeit, sondern wir erheben Protest gegen dieselbe Erscheinung, die seit mehr als 200 Jahren die Verwüstung der Kirche schon langsam vorbereitet hat.“
Dagegen hatte Karl Barth die DEK ab Oktober 1933 zu direktem Protest gegen die Politik des NS-Regimes aufgerufen, namentlich gegen die KZs, die Behandlung der Juden (nicht nur der Judenchristen), die damals „im Namen der Eugenik“ vorbereiteten „Euthanasie“-Massenmorde und den totalitären Anspruch des NS-Staates. Im Juni 1935 wurde er wegen seiner Verweigerung des uneingeschränkten Führereides aus Deutschland ausgewiesen. Danach erklärte er, die BK werde bald vor der Frage stehen, ob „ihr Gebet für die von Gott gesetzte Obrigkeit seine Echtheit darin erweisen müsse, daß es, wo sie die Lüge und das Unrecht zum Prinzip erhoben sieht, eines Tages auch zu dem in den Psalmen vorgesehenen Gebet um Befreiung von einer fluchwürdig gewordenen Tyrannei werden könnte. Sie hat für Millionen von Unrecht Leidenden noch kein Herz. Sie hat zu den einfachsten Fragen der öffentlichen Redlichkeit noch kein Wort gefunden. Sie redet – wenn sie redet – noch immer nur in ihrer eigenen Sache. Sie hält noch immer die Fiktion aufrecht, als ob sie es im heutigen Staat mit einem Rechtsstaat im Sinne von Röm 13 zu tun habe.“ Er könne „bei der Illusion, als ob der eigentliche Gegner einer bekennenden Kirche nicht der nat[ional]soz[ialistische] Staat als solcher sei, nicht mehr länger mittun“. Die BK habe „zwar einigermaßen ernst um die Freiheit und Reinheit ihrer Verkündigung gekämpft, aber sie hat zum Beispiel zu dem Vorgehen gegen die Juden, zu der erstaunlichen Behandlung der politischen Gegner, zu der Unterdrückung in der Presse des neuen Deutschlands und zu so vielem anderen, zu dem die alttestamentlichen Propheten sicher geredet hätten, geschwiegen“; so auch zu den Machtmethoden des NS-Regimes, zur „fast totalen Unterdrückung des Rechts“ und den KZs. Der Grund dafür sei der Glaube der meisten BK-Mitglieder an Hitler und fehlende objektive Informationen über NS-Unrecht. Sie benötigten daher Zeit, sich von der NS-Ideologie zu lösen. Die BK habe sich erst über ihre eigene Identität und Aufgabe klar werden müssen. Dies dürfe man nicht gering achten: Damit habe sie sich dem NS-Staat in einem Punkt entgegengestellt. Dies sei die einzige Opposition, auf die er in Deutschland bisher gestoßen sei. Jedoch hätte die BK mindestens zu den KZs und den Morden des 30. Juni 1934 (dem „Röhm-Putsch“) Stellung nehmen müssen. Ihre Gefährdung bestehe nicht darin, „in der Politik zugrunde zu gehen, sondern in der Furcht, die notwendigen Konsequenzen politischer Art zu ziehen“.
Nachdem der NS-Staat seine Kriegs- und Expansionsabsichten eindeutig gezeigt hatte, betonte Barth in seinem Brief an Josef Hromádka vom 19. September 1938: Das Bekenntnis zu Jesus Christus allein erfordere nun einen direkten bewaffneten Widerstand bedrohter tschechischer und anderer europäischer Christen gegen das NS-Regime. Die BK sah diese Konsequenz aus der BTE als Verrat daran und schloss Barth deswegen als angeblich Abtrünnigen aus ihrer Solidarität aus. Dennoch verteidigte Barth die BK in einem Rückblick von 1942: Die BTE habe den Kirchenkampf zu Recht mit der bestimmten Frage begonnen, „ob die Kirche als solche Kirche bleiben, d. h. das Evangelium nach Anweisung des Alten und Neuen Testaments zu verkündigen oder ob sie sich ‚gleichzuschalten‘ habe.“ Er betonte, 1. wie notwendig dieser erste Schritt gewesen sei, 2. „wie wenig selbstverständlich es damals in Deutschland war, auch nur hier Widerstand zu leisten“, und 3. „wie treu und energisch hier tatsächlich von Tausenden bekannten und unbekannten Männern und Frauen bis auf diesen Tag gekämpft worden ist“. Dieser erste Schritt habe den Einsatz für die Judenchristen, für eine von sachfremden Ansprüchen freie christliche Verkündigung, für eine sachgerechte theologische Ausbildung und ein redliches Bibelstudium im Gemeindeleben eingeschlossen. Dann benannte er die Grenze der BK: Sie habe „das politische Problem des Nationalsozialismus gar nicht gesehen“ und diesen als solchen nicht bekämpft. Im Gegenteil hätten die meisten BK-Vertreter gemeint, „mit seinen politischen und sozialen Absichten sogar einig gehen oder doch weithin sympathisieren zu können.“ Er folgerte, man könne der BK nicht ihren ersten Schritt vorwerfen, sondern nur, dass sie von der BTE aus nicht die nächsten Schritte hin zu einem direkten politischen Widerstand gegen das NS-Regime gemacht habe.
Die BTE proklamierte die Universalherrschaft Jesu Christi, der das ganze Leben der Christen auch im politischen Bereich beschlagnahme, und widersprach damit der Ideologie und dem Totalitätsanspruch des NS-Regimes. Daraus folgerten einzelne BK-Christen ein christliches Widerstandsrecht gegen die Hitler-Diktatur. Vor allem Dietrich Bonhoeffer und Friedrich Justus Perels nahmen ab 1936 an verschwörerischen Aktivitäten dazu teil. Die BTE führte nicht zwingend und nicht kollektiv dazu, erleichterte und legitimierte aber Einzelnen diesen Schritt in den politischen Widerstand.

## Wirkungen in von NS-Deutschland besetzten Staaten

### Niederlande
Karl Barth konnte 1935 an der Universität Utrecht einige Lehrveranstaltungen halten und fand einige Anhänger in der Nederlandse Hervormde Kerk (NHK), die die BTE unterstützten. Der Lunterse Kring von etwa 40 Pfarrern und Pfarrerinnen und die Werkgroep Duitse Kerkstrijd („Arbeitsgruppe Deutscher Kirchenkampf“) verfassten ab 1937 die stark an die BTE angelehnten Amersfoortse Thesen. Sie wurden nach der deutschen Besetzung der Niederlande (ab 10. Mai 1940) nochmals überarbeitet und von Jan Koopmans unter dem Titel „Was wir glauben und was wir nicht glauben“ illegal publiziert. Die vor allem von Hendrikus Berkhof konzipierte vierte These enthielt ein ausdrückliches Bekenntnis zur bleibenden Erwählung Israels als Gottesvolk und gegen den Antisemitismus. Karl Barth erklärte sich mit diesen Thesen einverstanden. Die Synode der NHK von 1941 nahm die Thesen jedoch nicht an, sondern veröffentlichte im Herbst nur eine abgeschwächte Fassung als Hirtenbrief. Erst im Oktober 1943 übernahm die NHK in einem weiteren Hirtenbrief wesentliche Aussagen der Amersfoortse Thesen: Der Nationalsozialismus sei als fremde Religion zu verwerfen; zwischen ihm und der christlichen Kirche bestehe ein unversöhnlicher Gegensatz; der Antisemitismus sei ein Aufstand gegen Gott und Angriff auf die christliche Kirche. Auch die Doornse Thesen von 1943 waren durch die BTE angeregt.

### Frankreich
1940 übersetzte der reformierte Theologe George Casalis, damals Generalsekretär der christlichen Studentenvereinigungen Frankreichs, die BTE in die Französische Sprache und verbreitete sie in den protestantischen Kirchen Frankreichs und in der Résistance, der er sich anschloss. Nach seinem Nachkriegszeugnis war die BTE dort trotz der fehlenden These zu den Juden „unser bestes Instrument im Kampf für die verfolgten Juden“.
Im September 1941 verfasste Casalis mit einigen Theologen und Laien die acht Thesen von Pomeyrol. Diese wandten die BTE auf die Situation unter dem Vichy-Regime und der deutschen Besatzung an und ergänzten sie um zwei Thesen zur Judenverfolgung:

„[VII] Gestützt auf die Bibel, erkennt die Kirche in Israel das Volk, das Gott auserwählt hat, um der Welt einen Retter zu schenken und um mitten unter den Nationen ein dauerhafter Zeuge des Geheimnisses seiner Treue zu sein. … Sie [die Kirche] erhebt ausdrücklichen Protest gegen jegliches Gesetz, das die Juden aus den menschlichen Gemeinschaften ausschließt.
 [VIII] … Sie betrachtet den Widerstand gegen jede totalitäre und götzendienerische Beeinflussung als eine geistliche Notwendigkeit.“

Diese Thesen stärkten laut Casalis den aktiven Widerstand von Protestanten gegen die Judenverfolgung.

## Rezeption ab 1945

### Ökumenischer Rat der Kirchen
Der deutsche Kirchenkampf und die BTE beeinflussten die ökumenische Bewegung schon in der NS-Zeit stark. Der niederländische reformierte Theologe Willem Adolf Visser ’t Hooft leitete seit 1937 einen vorläufigen Ausschuss zur Gründung des Ökumenischen Rates der Kirchen (ÖRK). Er erklärte 1941, die eigentliche Aufgabe der ökumenischen Bewegung sei, „das Bekenntnis der Bekennenden Kirchen weiterzugeben“. Bei der Gründungsversammlung des ÖRK 1948 in Amsterdam erklärte er: Die Entstehung „bekennender“ Kirchen in mehreren europäischen Staaten sei der eigentliche Ökumene bildende Prozess gewesen. Sie hätten mit ihrem Zeugnis für die ganze Kirche Jesu Christi gesprochen. Darin und in der Fürbitte für verfolgte Kirchen, Gottesdiensten unter Kriegsgefangenen und Flüchtlingen und solidarischer Hilfe habe sich die Una Sancta tatsächlich ereignet. Deshalb sei es möglich gewesen, nach 1945 mit der EKD neue Beziehungen aufzunehmen.
1984 bestätigte der spätere ÖRK-Generalsekretär Philip Potter, die BTE sei zweifellos „eines der wichtigsten Ereignisse“ gewesen, die zur Gründung des ÖRK führten. Gerade das eindeutige, verbindliche, gemeinsame Bekenntnis zu Jesus Christus allein erwies sich als wirksam, um die Konfessionsunterschiede zugunsten der Ökumene zurücktreten zu lassen.

### Deutschland
Die Barmer Bekenntnissynode hatte die Teilkirchen der DEK 1934 dazu beauftragt, das Verhältnis der BTE zu den reformatorischen Bekenntnisschriften zu klären. Diese Klärung blieb aus. So blieb die kirchenrechtliche Bedeutung der BTE auch in der neugegründeten EKD umstritten. Die von den DC „zerstörten“ Landeskirchen übernahmen sie eher als verbindliches Bekenntnis, die „intakten“ Landeskirchen eher als zeitbedingtes, den reformatorischen Bekenntnissen untergeordnetes Glaubenszeugnis.
Die EKD bejahte in ihrer Grundordnung von 1948 die Entscheidungen der Barmer Synode von 1934 und verpflichtete sich, „als bekennende Kirche die Erkenntnisse des Kirchenkampfes über Wesen, Auftrag und Ordnung der Kirche zur Auswirkung zu bringen“ und ihren Gliedkirchen, „wo es gefordert wird, zur gemeinsamen Abwehr kirchenzerstörender Irrlehre“ zu helfen. Die Vereinigte Evangelisch-Lutherische Kirche Deutschlands (VELKD) verpflichtete sich 1948, die in Barmen geschenkte Gemeinschaft der lutherischen, reformierten und unierten Gliedkirchen zu bewahren. Sie ordnete „die dort ausgesprochenen Verwerfungen“ jedoch der „Auslegung durch das lutherische Bekenntnis“ unter; nur in dieser Auslegung seien sie „maßgebend“.
Dagegen integrierte der Reformierte Bund die BTE 1948 in seine Grundordnung und zitierte die erste Barmer These in seiner neugefassten Ordnung von 1972. Diese definierte als Aufgabe des Bundes, das Wort Gottes gemäß den Bekenntnissen der Reformation und der BTE zu lehren, gab ihr also den gleichen Rang. Auch die Evangelische Kirche der Union (EKU) bejahte 1951 die BTE als ihren Grundartikeln gleichrangiges Bekenntnis und betonte seine Übereinstimmung mit der Heiligen Schrift. Die EKU behielt die BTE auch in ihrer Ordinationsordnung bei und stellte sie 1972 in eine Reihe mit den altkirchlichen Glaubensbekenntnissen und reformatorischen Bekenntnisschriften.
Der Bund der Evangelischen Kirchen in der DDR (BEK DDR) übernahm 1969 mit der Grundordnung der EKD auch die BTE, formulierte deren Aufnahme aber präsentisch und uneingeschränkt und ließ die Klausel „wo es gefordert wird“ fort: „Er hilft ihnen zur gemeinsamen Abwehr kirchenzerstörender Irrlehre.“
Die Union Evangelischer Kirchen (UEK) bezog sich in ihrer Grundordnung von 2003 nicht explizit auf die BTE, bejahte sie aber als maßgebend für die vereinbarte Zusammenarbeit ihrer Gliedkirchen unter dem Dach der EKD.

### Österreich
Die evangelischen Kirchen in Österreich waren stark vom Deutschnationalismus geprägt und hatten sich nicht am deutschen Kirchenkampf beteiligt. Einige ihrer Leiter und viele ihrer Pastoren gehörten zur NSDAP und lehnten die BTE ab. Nach dem Anschluss Österreichs 1938 wurden ihre Kirchen mit der DEK vereinigt, blieben aber im Kirchenkampf „neutral“. Auch nach 1945 wurde die BTE in Österreich zunächst nicht rezipiert. Erst 1963 begannen die Wiener Theologen Wilhelm Dantine und Kurt Lüthi, Karl Barths Theologie zu rezipieren. Nach langer Diskussion nahm die Evangelische Kirche A. u. H. B. in Österreich 2004 einen Hinweis auf die BTE in die Präambel ihrer Verfassung auf.

### Indonesien
Die Kirche Huria Kristen Batak Protestan (HKBP) in Indonesien nahm 1951 ein eigenes Bekenntnis an, dessen Vorwort auf die BTE verwies. Auf ihrer Linie begrenzte der Text die tendenziell übergriffige Macht des Staates in der postkolonialen Situation des Landes und wehrte existenzbedrohende Irrlehre ab. Als der Diktator Suharto ab 1992 in kirchliche Belange eingriff und die HKBP auf seine Verfassung verpflichten wollte, spaltete sich die HKBP in einen staats- und regierungstreuen sowie einen widerständigen, bekenntnistreuen Teil. Dieser gab 1996 ein neues Vorwort zum eigenen Bekenntnis heraus: Die HKBP beachte neben den altkirchlichen und reformatorischen Bekenntnissen auch die BTE, wonach Jesus Christus allein in der Kirche und auch über die weltlichen Regierungen herrsche.
Die Christian Conference of Asia, ein Zusammenschluss evangelischer Kirchen in Asien, beschloss 1966 in Hongkong zum Abschluss eines dreijährigen Projekts die Erklärung „Den Glauben bekennen in Asien heute“. Das Vorwort zitierte die Präambel der BTE. Der Text betonte, das gemeinsame Bekennen Jesu Christi sei ein aktueller dynamischer Prozess, der Jesu Frage an seine Jünger „Wer sagt denn ihr, dass ich sei?“ im Kontext der jeweiligen asiatischen Kultur und Geschichte zu beantworten habe. Der Entwurf stammte von dem Indonesier Tahi Bonar Simatupang.

### Japan
1941 hatte der regierende Tenno 30 protestantische Kirchen gezwungen, sich zu vereinigen. Zum 25-jährigen Bestehen dieser „Vereinigten Kirche Christi in Japan“ (Nippon Kirisuto Kyodan) verfasste der Theologe Masashira Suzuki ein Schuldbekenntnis: Seine Kirche habe Japans Krieg bejaht und unterstützt und für den Sieg des Tenno gebetet, statt ihr „prophetisches Wächteramt“ wahrzunehmen. Der Autor war ein Kenner des deutschen Kirchenkampfes und der BTE. 1967 nahm der Kyodan das Bekenntnis an und trug so erheblich zur Versöhnung mit asiatischen Kirchen bei, deren Länder Japan im Zweiten Weltkrieg überfallen hatte.

### Südkorea
In Südkorea herrschte in den 1970er Jahren eine Diktatur, die schwere Menschenrechtsverletzungen beging. 1972 nahm die „Presbyterianische Kirche in der Republik Korea“ die BTE in ihr „Neues Bekenntnis“ auf. Die BTE begründete für sie nicht nur die ökumenische Einigung mit anderen Kirchen und das Eintreten für eine vom Staat unabhängige Kirche, sondern auch für politische Freiheit und soziale Gerechtigkeit an der Seite der Armen. Sie beeinflusste unter anderem die „Erklärung koreanischer Christen“ von 1973:

„Wir glauben, dass, so wie Jesus damals mit den und für die Unterdrückten, Armen und Ausgestoßenen in Judäa gelebt hat, wir heute mit ihnen leben und ihr Schicksal teilen müssen. Wie Jesus, unser Herr, die Wahrheit vor Pontius Pilatus, dem Vertreter des Römischen Reiches, bezeugt hat, so müssen wir heute mutig die Wahrheit bezeugen.“

### Südafrika
Obwohl keine Kirche Südafrikas die BTE förmlich aufnahm, beeinflusste sie das Verhältnis südafrikanischer Christen zum herrschenden Apartheid-System stark. Infolge der Debatte um einen Aufruf des Theologen Christiaan Beyers Naudé („Die Zeit für eine Bekennende Kirche ist da!“, 1965) veröffentlichte der Südafrikanische Kirchenrat 1968 die an die BTE angelehnte Message to the People of South Africa: Der Versuch, das Christentum mit der Rassentrennung zu vereinbaren, habe „einem Abgott den Platz Christi eingeräumt“ und viele glauben lassen, „dass sie zuerst ihrer Gruppe oder Tradition oder politischen Doktrin Loyalität schulden. Aber wir glauben, dass Christus der Herr ist und dass Südafrika zu seiner Welt gehört. Wir glauben, dass sein Reich und dessen Gerechtigkeit die Macht haben, alles auszutreiben, was seinen Wegen widerstrebt und Menschen im Dunkel festhält. Wir glauben, dass das Wort Gottes nicht gebunden ist.“
Statt einer gemeinsamen Bekennenden Kirche entstanden daraus Gruppen in den konfessionellen Teilkirchen, die die Überwindung der Apartheid anstrebten. In der Niederländisch-reformierten Kirche (NGK), die traditionell in „schwarze“ und „weiße“ Teilkirchen getrennt war, bildeten schwarze Christen 1974 den Broederkring mit dem erklärten Ziel, „die Königsherrschaft Christi triumphieren zu lassen über die Ideologie der Apartheid“. Die Evangelisch-Lutherische Kirche im Südlichen Afrika (ELCSA) veröffentlichte bei ihrer Gründung 1975 in Swakopmund einen Aufruf an alle Christen Südafrikas: „Alle Christen ohne Unterschied der Rasse sind durch das Sakrament der Taufe Glieder der einen Kirche […]. Darum schließt sich selbst aus der Gemeinschaft der Gläubigen und der Gliedschaft in der Gemeinde aus, wer Christen aus rassischen Gründen organisatorisch und rechtlich trennen und getrennt halten will….“
Der Lutherische Weltbund (LWB) machte sich diesen Aufruf 1977 in Daressalam zu eigen und verurteilte die Apartheid als Häresie, gegen die das aktuelle Bekennen (status confessionis) erforderlich sei. Dem folgte der Reformierte Weltbund (RWB) 1982 in Ottawa mit der Resolution „Rassismus und Südafrika“.
Dies ermutigte die Apartheidgegner in der NGK. Daraufhin verfassten Theologen um Allan Boesak, den neuen Generalsekretär des RWB, 1982 das Belhar-Bekenntnis. Dieses ging wie die BTE von Jesu Christi Alleinherrschaft über Kirche und Welt aus und folgerte aus fünf Glaubenssätzen entsprechende Verwerfungssätze. Weil Gott in Christus Trennung, Feindschaft und Hass schon überwunden und als Sünde aufgedeckt habe, müsse die Kirche alles, was ihre Einheit bedroht, bekämpfen (3). Sie müsse dort stehen, „wo Gott selbst steht, nämlich an der Seite der Entrechteten, gegen alle Formen von Ungerechtigkeit“, gegen jede Legitimation von Ungerechtigkeit und Duldung solcher Legitimationen (4). Sie müsse all das bekennen und tun, „auch wenn die Obrigkeiten und die Gesetze der Menschen sich dagegen stellen und Strafen und Leiden damit verbunden sein sollten“ (5). Das Belhar-Bekenntnis wirkte wiederum auf Erklärungen des RWB zurück, die einen processus confessionis gegen weltweite ökonomische Ungerechtigkeit und ökologische Zerstörung anregten (Debrecen 1997, Accra 2004).

### Vereinigte Staaten
In den USA nannte das Statement of Faith („Erklärung des Glaubens“) der United Church of Christ (UCC) von 1959 neben den reformatorischen Katechismen und der Confessio Augustana die BTE als zeitgenössisches Bekenntnis, das zum eigenen Bekennen verhelfe. Der Craigville-Brief der UCC zum Barmen-Jubiläum von 1984 betonte: „Mit Barmen bekennen wir Treue zum einen ‚Wort Gottes, das wir zu hören, dem wir im Leben und Sterben zu vertrauen und zu gehorchen haben‘“.
Die Presbyterian Church (U.S.A.) beschloss in ihrem Vereinigungsprozess ein „Bekenntnis von 1967“, in dem es zu Beginn an die BTE angelehnt hieß: „Bekenntnisse und Erklärungen […] unterstehen der Autorität Jesu Christi, des Wortes Gottes, wie ihn die Schrift bezeugt. […] Allein der Gehorsam Jesus Christus gegenüber begründet die eine weltweite Kirche.“

## Weiterführende Informationen